# Мануель Файст
Мануель Файст (11 січня 1993 , Фуртванген-ім-Шварцвальд ) — німецький лижний двоборець, олімпійський медаліст.  

## Виступи на Олімпійських іграх
| Рік  | Місце проведення | НТ | ВТ | КВТ |
| ---- | ---------------- | -- | -- | --- |
| 2022 | Пекін, Росія     | —  | 4  | 2   |

## Зовнішні посилання
- Досьє на сайті FIS [Архівовано 15 лютого 2022 у Wayback Machine.]

## Виноски
1. 1 2 3  International Ski and Snowboard Federation database